# 패밀리 맨 (영화)
《패밀리 맨》(영어: The Family Man)은 2000년 개봉한 미국의 로맨틱 판타지 코미디 드라마 영화이다. 브렛 래트너가 연출하고, 니컬러스 케이지, 테이아 레이오니 등이 출연하였다.
2001년 제27회 새턴상 최우수 판타지 영화상 후보작이었으며 레이오니가 여우주연상을 수상하였다.

## 줄거리
대학 시절부터 연인이었던 잭과 케이트는 잭이 런던에서 1년간 바클리스 인턴십을 하게 되면서 이별을 앞두고 있다. 케이트는 이로 인해 관계가 악화될까 걱정하지만, 잭은 자신들의 사랑은 견고하며 인턴십이 미래에 도움이 될 것이라고 안심시킨다.
13년 후 잭은 뉴욕 월스트리트에서 수백만 달러를 굴리는 성공한 독신 사업가로 살고 있다. 잭은 크리스마스에도 직원들의 가정 생활을 고려하지 않고 거액의 인수 합병 회의를 강행한다. 크리스마스 이브에 잭은 케이트로부터 연락을 받지만 무시한다.
귀가 중 잭은 편의점에 들리고, 캐시라는 남자가 복권에 당첨됐다고 주장하지만 직원이 이를 위조된 복권으로 간주하는 상황을 목격하게 된다. 캐시가 총까지 꺼내자 잭은 그를 진정시키기 위해 해당 복권을 당첨금에 준하는 금액으로 되사겠다고 나선다. 캐시는 잭에게 삶에 부족한 것이 없는지 묻고, 잭이 모든 것을 가졌다고 대답하자 의미심장한 말을 남긴 채 떠난다.
다음 날 잭은 뉴저지 교외에서 케이트, 두 아이와 함께 사는 자신의 모습을 발견하고 혼란스러워한다. 잭은 뉴욕의 집과 사무실로 돌아가려 하지만 그를 알아보는 사람이 없다. 잭은 자신의 페라리를 몰고 다니는 캐시를 마주친다. 캐시는 잭이 삶에서 중요한 것이 무엇인지 스스로 깨닫도록 돕기 위한 일종의 ‘경험’이라고만 말한다.
잭은 새로운 삶에 적응하기 힘들어하고, 케이트가 비영리 변호사로 일하며 자신은 장인이 운영하는 타이어 가게에서 일하는 영업 사원이라는 사실을 알게 된다. 그는 과거 케이트가 자신을 붙잡았기 때문에 현재의 삶을 살게 되었다고 생각하고 분노를 표출하지만, 곧 후회하고 가족들과 가까워진다. 잭은 아이들과 사랑에 빠지고, 자신이 케이트를 늘 사랑해왔다는 걸 깨닫는다. 그는 가족과의 삶을 즐기면서 타이어 판매 일에서도 성공하기 시작한다.
어느 날 잭의 이전 직장 상사가 타이어 수리를 위해 찾아오고, 잭의 사업 감각은 상사에게 깊은 인상을 남긴다. 잭은 인터뷰 후 다시 이전 직장의 고액 연봉과 맨해튼 고급 아파트를 제안받지만, 케이트는 아이들을 도시에서 키우는 것을 꺼려하며 현재의 삶에 만족해야 한다고 말한다.
잭은 식료품점에서 캐시를 다시 맞닥뜨리고, 자신이 사랑하는 이 삶을 떠나야 한다는 사실에 두려움을 느낀다. 캐시는 ‘잠깐의 경험’은 영원하지 않다고 상기시킨다. 잭은 케이트와 아이들을 보다가 잠이 들고, 크리스마스 아침에 이전의 화려한 삶으로 돌아온다.
잭은 합병 계약을 마무리짓기 위해 사무실로 돌아가고 유럽 출장 비행 예약을 잡지만, 그 전에 먼저 케이트를 만나러 간다. 결혼을 하지 않은 케이트는 기업 변호사가 되어 파리로 이사할 준비를 하고 있다. 잭은 과거의 삶을 꿈처럼 이야기하며 그녀를 붙잡으려 하지만, 케이트는 혼란스러워한다. 잭은 아이들과의 삶을 자세히 설명하며 케이트 없이 살아갈 수 없다고 고백하고, 이에 흥미를 느낀 케이트는 결국 커피를 같이 마시기로 한다. 멀리서 이들이 커피를 마시며 웃고 있는 모습이 보인다.

## 출연
- 니컬러스 케이지 - 잭 캠벨 역
- 테이아 레이오니 - 케이트 레이놀즈 / 케이트 캠벨 역
- 돈 치들 - 캐시 역
- 매켄지 베이가 - 애니 캠벨 역
- 제이크 밀커비치, 라이언 밀커비치 - 조시 캠벨 역
- 제러미 피븐 - 아니 역
- 리사 손힐 - 에벌린 톰프슨 역
- 솔 루비넥 - 앨런 민츠 역
- 조지프 서머 - 피터 래시터 역
- 하브 프레즈넬 - 에드 레이놀즈 역
- 메리 베스 허트 - 어델 역
- 프랜신 요크 - 로레인 레이놀즈 역
- 앰버 벌레타 - 폴라 역
- 켄 렁 - 샘 웡 역
- 케이트 월시 - 지니 역
- 지아니 루소 - 닉 역
- 톰 맥가윈 - 빌 역
- 조엘 매키넌 밀러 - 톰 역
- 로버트 다우니 시니어 - 집의 남성 역
- 폴 소비노 - 시드니 포터 역 (삭제 장면)

## 기타 제작진
- 공동 제작: 제프 러빈
- 협력 제작: 제임스 M. 프라이태그
- 배역: 매슈 배리, 낸시 그린키스
- 미술: 크리스티 지애
- 의상: 베치 하이먼

## 우리말 녹음
MBC 성우진
- 박지훈 - 잭 캠벨(니컬러스 케이지)
- 엄현정 - 케이트 레이놀즈(테이아 레이오니)
- 최한 - 아니(제러미 피븐) / 토니(존 F. 오도너휴)
- 김호성 - 캐시(돈 치들) / 닉(지아니 루소)
- 김용식 - 래시터(조지프 서머)
- 이종혁 - 민츠(솔 루비넥) / 잭의 장인(하브 프레즈넬)
- 한수림 - 케이트의 비서(니나 배리) / 어델(메리 베스 허트)
- 김서영 - 에벌린(리사 손힐) / 잭의 장모(프랜신 요크)
- 김지영 - 폴라(앰버 벌레타)
- 배정민 - 애니(매켄지 베이가)
- 이상훈 - 프랭크(대니얼 휘트너) / 빌(톰 맥가윈)
- 박신희 - 지니(케이트 월시)
- 방성준 - 점원(켄 렁)
- 정재헌 - 직원(조엘 매키넌 밀러)
- 조현정 - 방송 앵커(메리 시비엘로)

## 같이 보기
- 크리스마스 영화 목록